# 魏化儁
魏化儁（1991年8月5日—），韓文藝名也译作魏嘏雋（韩语： Wi Ha-jun */?）或魏河俊，本名魏賢二（ Wi Hyun-i；另音译魏贤伊），是韓國男演員。

## 藝名

### 漢字
在取藝名時，從經紀公司提供的藝名名單中，選擇了適合姓氏「魏」字的名字「 ha-jun ?」作為藝名。他解釋藝名由變化之「化」（ hwa）、英特之「儁」（ jun）所組成，有成為英特之人的含義，經紀公司MSteam娛樂也將中文名標記為「魏化儁」。然而，由于藝名中的諺文「 ha」的漢字為「嘏」「河」等，並不對應“化”（ hwa），故部分媒体又译作“魏嘏雋”或“魏河俊”。擔任臺灣觀光代言人時，即被稱呼為「魏嘏雋」，他也學習了「魏嘏雋」的中文發音。

### 讀音
魏嘏雋當中的「嘏」，其釋義為：「클 하（大 嘏）」，據《說文解字》：「嘏，大遠也。从古、叚，叚聲。古雅切。」可得「嘏」字應讀為ㄐㄧㄚˇ（jiǎ），才符「클 하（大 嘏）」；而「雋」其釋義為：「영특할 준（英特 雋）」，故可得「雋」字應讀為ㄐㄩㄣˋ（jùn）。綜上所述，魏「嘏雋」的中文讀音為：ㄐㄧㄚˇ ㄐㄩㄣˋ（jiǎ jùn）才對。

## 簡歷
2012年透過拍攝微電影《他們的和平》出道。2018年因出演恐怖電影《鬼病院：靈異直播》中的網路廣播節目的創始人「河俊」與電視劇《經常請吃飯的漂亮姐姐》中飾演孫藝真的弟弟一角，而爲人知悉。
2020年在電視劇《重回18歲》飾演棒球隊投手「藝志勛」，暖男形象受到許多觀眾的喜愛。2021年，因演出大熱劇集《魷魚遊戲》人氣急升，被美國《人物》雜誌選為「2021年電視上最性感的25位男士」，打響國際知名度。年底所主演的電視劇《Bad and Crazy》，與李棟旭合作共同擔演男主角飾演劇中另一個人格「K」。
2022年在電視劇《小女子》擔任男主角，2023年另部主演作品《惡中之惡》於Disney上線，2024年6月播出的電視劇《畢業》是首次擔任浪漫愛情劇的男主角。
2023年獲台灣交通部觀光局邀請，擔任韓國市場台灣觀光代言人。

## 演出作品

### 劇集
| 年份 | 播放平台 | 劇名                 | 角色   |
| 2016 | MBC      | Goodbye Mr.Black     | 河俊   |
| 2017 | KBS      | 我的黃金光輝人生     | 柳志新 |
| 2018 | JTBC     | 經常請吃飯的漂亮姐姐 | 尹勝浩 |
| 2018 | KBS      | 最完美的離婚         | 林時浩 |
| 2019 | tvN      | 羅曼史是別冊附錄     | 池敘俊 |
| 2020 | KBS      | 靈魂維修工           | 吳侑民 |
| 2020 | JTBC     | 重回18歲             | 藝志勛 |
| 2021 | Netflix  | 魷魚遊戲             | 黃俊昊 |
| 2021 | tvN      | Bad and Crazy        | K      |
| 2022 | tvN      | 小女子               | 崔道日 |
| 2023 | Disney+  | 惡中之惡             | 鄭企鐵 |
| 2023 | Netflix  | 京城怪物             | 權俊澤 |
| 2024 | tvN      | 畢業                 | 李俊浩 |
| 2024 | Netflix  | 魷魚遊戲2            | 黃俊昊 |
| 2025 | TVING    | 鯊魚：風暴           | 鄭道賢 |
| 2025 | Netflix  | 魷魚遊戲3            | 黃俊昊 |
| 2026 | tvN      | Siren                |        |

### 電影
| 年份 | 片名                 | 角色             |
| 2012 | 他們的和平（微電影） |                  |
| 2015 | 儲物櫃女孩           | 少年宇坤         |
| 2015 | 坏蛋必須死           | 車明浩           |
| 2016 | Cutter               | 正泰             |
| 2017 | 朴烈                 | 監獄裡的韓國青年 |
| 2017 | 一定要抓住           | 青年正赫         |
| 2018 | 鬼病院：靈異直播     | 河俊             |
| 2019 | 霹靂嬌鋒             | 鄭宇鎮           |
| 2021 | 午夜                 | 都碩             |
| 2021 | 激鬥：首部曲         | 鄭道賢           |

## 音樂作品
- 2018年：《最完美的離婚》OST Part.2〈Maybe it's too late〉

## 獎項
| 年份 | 頒獎典禮             | 獎項                    | 作品                 | 結果 |
| 2018 | 第11屆韓國電視劇節   | 男子新人賞              | 經常請吃飯的漂亮姐姐 | 提名 |
| 2018 | 第55屆大鐘獎         | 最佳新人男演員          | 鬼病院：靈異直播     | 提名 |
| 2018 | 第39屆青龍電影獎     | 最佳男子新人獎          | 鬼病院：靈異直播     | 提名 |
| 2019 | 第24屆春史電影獎     | 最佳男子新人獎          | 鬼病院：靈異直播     | 提名 |
| 2019 | 第55屆百想藝術大獎   | 電視部門 男子新人演技獎 | 羅曼史是別冊附錄     | 提名 |
| 2022 | 第28屆美國演員工會獎 | 劇情類影集最佳整體演出  | 魷魚遊戲             | 提名 |

## 外部連結
- 魏化儁的Instagram帳戶 
- 魏化儁在NAVER上的资料
- 魏化儁在Daum上的资料